# The Heritage of Hamilton Cleek
The Heritage of Hamilton Cleek è un cortometraggio muto del 1914 diretto da Ben F. Wilson.
Tredicesimo e ultimo episodio della serie Edison a un rullo The Chronicles of Cleek

## Produzione
Il film fu prodotto dalla Edison Company.

## Distribuzione
Distribuito dalla General Film Company, il film - un cortometraggio in una bobina - uscì nelle sale cinematografiche degli Stati Uniti il 10 novembre 1914.